# Fantasia: Live in Tokyo
Fantasia: Live in Tokyo är ett livealbum av progrockgruppen Asia, inspelat under en återföreningskonsert 8 mars 2007 och utgivet 26 juni samma år. Det är det första albumet med originaluppsättningen av bandet sedan Alpha från 1983, efter vilket gitarristen Steve Howe lämnade. Konserten filmades även och gavs ut på DVD.

## Låtlista

### Skiva ett
1. "Time Again" (Geoffrey Downes/Steve Howe/Carl Palmer/John Wetton) - 5:14
2. "Wildest Dreams" (Geoffrey Downes/John Wetton) - 5:36
3. "One Step Closer" (Steve Howe/John Wetton) - 4:20
4. "Roundabout" (Jon Anderson/Steve Howe) - 8:41
5. "Without You" (Steve Howe/John Wetton) - 5:44
6. "Cutting It Fine" (Geoffrey Downes/Steve Howe/John Wetton) - 6:24
7. "Intersection Blues" (Steve Howe) - 3:39
8. "Fanfare for the Common Man" (Aaron Copland) - 7:34
9. "The Smiles Has Left Your Eyes" (John Wetton) - 3:39

### Skiva två
1. "Don't Cry" (Geoffrey Downes/John Wetton) - 4:29
2. "In the Court of the Crimson King" (Ian McDonald/Peter Sinfield) - 5:01
3. "Here Comes the Feeling" (Steve Howe/John Wetton) - 5:39
4. "Video Killed the Radio Star" (Geoff Downes/Trevor Horn/Bruce Woolley) 4:39
5. "The Heat Goes On" (Geoffrey Downes/John Wetton) - 9:14
6. "Only Time Will Tell" (Geoffrey Downes/John Wetton) - 5:00
7. "Sole Survivor" (Geoffrey Downes/John Wetton) - 6:52
8. "Ride Easy" (Steve Howe/John Wetton) - 5:27
9. "Heat of the Moment" (Geoffrey Downes/John Wetton) - 8:25

## Medverkande
- Geoffrey Downes - keyboards, sång
- Steve Howe - gitarr, sång
- Carl Palmer - trummor
- John Wetton - bas, sång